# Edelweissspitze
Edelweißspitze, eller Edelweissspitze, är ett berg i Österrike.   Det ligger i distriktet Zell am See och förbundslandet Salzburg, i den centrala delen av landet, 290 km väster om huvudstaden Wien. Toppen på Edelweissspitze är 2 311 meter över havet.
Terrängen runt Edelweissspitze är huvudsakligen bergig, men den allra närmaste omgivningen är kuperad. Runt Edelweissspitze är det ganska glesbefolkat, med 29 invånare per kvadratkilometer.. Närmaste större samhälle är Bruck an der Großglocknerstraße, 18,7 km norr om Edelweissspitze. 
Trakten runt Edelweissspitze består i huvudsak av gräsmarker.